# Граничная (приток Правой Рассохи)
Граничная — река в России, протекает в Красновишерском районе Пермского края. Устье реки находится в 13 км по левому берегу реки Правая Рассоха. Длина реки составляет 10 км.
Исток реки на главном хребте Северного Урала, по которому здесь проходит граница Европы и Азии, а также водораздел Волги и Оби. Граничная стекает с западного склона хребта Хозатумп (962 м НУМ), с восточного склона этого хребта стекает река Тальтия. Исток Граничной находится в 300 м от границы со Свердловской областью. Течёт на северо-запад, всё течение проходит в ненаселённой местности среди гор и холмов, покрытых тайгой. Течение имеет горный характер. Впадает в Правую Рассоху южнее горы Граничная (808 м НУМ) в 28 км к юго-востоку от посёлка Велс.

## Данные водного реестра
По данным государственного водного реестра России относится к Камскому бассейновому округу, водохозяйственный участок реки — Кама от водомерного поста у села Бондюг до города Березники, речной подбассейн реки — бассейны притоков Камы до впадения Белой. Речной бассейн реки — Кама.
Код объекта в государственном водном реестре — 10010100212111100004358.